# Bill Clifton

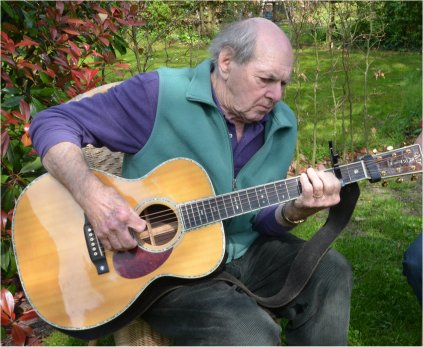
Bill Clifton, 2017

Bill Clifton (* 5. April 1931 als William August Marburg in Riverwood, Maryland) ist ein US-amerikanischer Country- und Bluegrass-Musiker, der in den 1960er Jahren vor allem in Europa populär war.

## Leben
William August Marburg entstammt einer wohlhabenden Familie, die in dem im Nordosten der USA gelegenen Bundesstaat Maryland beheimatet war. Er begeisterte sich früh für das Landleben und vor allem für authentische Country-Musik. Seine Idole waren die Carter Family, die sich besonders der traditionellen ländlichen Musik verpflichtet fühlten. 1952 gründete er während seines Hochschulstudiums zusammen mit Johnny Clark, Paul Clayton und Dave Sadler die Bluegrass-Gruppe Dixie Mountain Boys. Sie spielten bei einem kleinen Label einige Singles ein und traten im Radio auf, unter anderem bei dem bekannten Wheeling Jamboree des WWVA-Senders. Da seine Eltern seine musikalischen Aktivitäten ablehnten, trat er unter dem Namen „Bill Clifton“ auf.
Nach Abschluss seines Studiums verpflichtete er sich für zwei Jahre bei der US-Navy. Danach wurde er vom Starday-Label unter Vertrag genommen. Zwischen 1959 und 1964 wurden insgesamt fünf Alben veröffentlicht, zum Teil unter Mitwirkung der Dixie Mountain Boys oder Johnny Clarks. Sein bekanntester Song, Give Me Some Water And I'll Sing You A Song, wurde Ende 1958 eingespielt und beruht auf einer tatsächlichen Begebenheit, dem Bergwerksunglück von Springhill, Nova Scotia. Mehrfach nahm er Songs der Carter Family auf. Mit A. P. Carter, der sich wie er selbst leidenschaftlich für die Bewahrung alten Liedguts einsetzte, verband ihn eine tiefe Freundschaft. Nach A.P.s Tod 1961 veröffentlichte er das Tribut-Album Carter Family Memorial Album. 
1961 organisierte er den „Bluegrass Day von Luray“, das erste Bluegrass-Festival überhaupt. Viele Großen der Szene, wie etwa die Country Gentlemen oder die Stanley Brothers, nahmen teil. 1963 siedelte er mit seiner Familie nach England über. Von hier aus unternahm er zahlreiche Tourneen auf das europäische Festland. Er scheute nicht davor zurück, auch in kleinen Clubs und Gasthäusern aufzutreten. Dank seines freundlichen Wesens und seines leidenschaftlichen Eintretens für eine authentische Country-Musik wurde er zu einem der erfolgreichsten Botschafter des Genres. Später arbeitete er einige Jahre lang als Entwicklungshelfer auf den Philippinen. Auch hier hatte er Auftritte. Außerdem unternahm er Tourneen nach Australien und Neuseeland. 1981 nahm er ein Instrumentalalbum mit Autoharp-Musik auf.

## Diskografie

### Alben
- 1959 – Mountain Folk Songs (Starday)
- 1961 – Carter Family Memorial Album (Starday)
- 1961 – The Bluegrass Sound Of Bill Clifton (Starday)
- 1963 – Soldier, Sing Me A Song (Starday)
- 1964 – Code Of The Mountains (Starday)
- 1964 – Bluegrass In The American Tradition (Nashville)
- 1964 – Wanderin'  (Hillbilly Records)
- 1970 – Two Shades Of Bluegrass (Kiwi Records) mit The Hamilton County Bluegrass Band
- 1971 – Happy Days (Golden Guinea)
- 1972 – Getting Folk Out Of The Country (Folk Variety Records) mit Hedy West
- 1973 – Blue Ridge Mountain Blues (County)
- 1975 – Come By The Hills (County)
- 1976 – Another Happy Day (County)
- 1981 – Autoharp Centennial Celebration (Elf)
- 1984 – Beatle Crazy (Bear Family Records)